# 倒扣灣

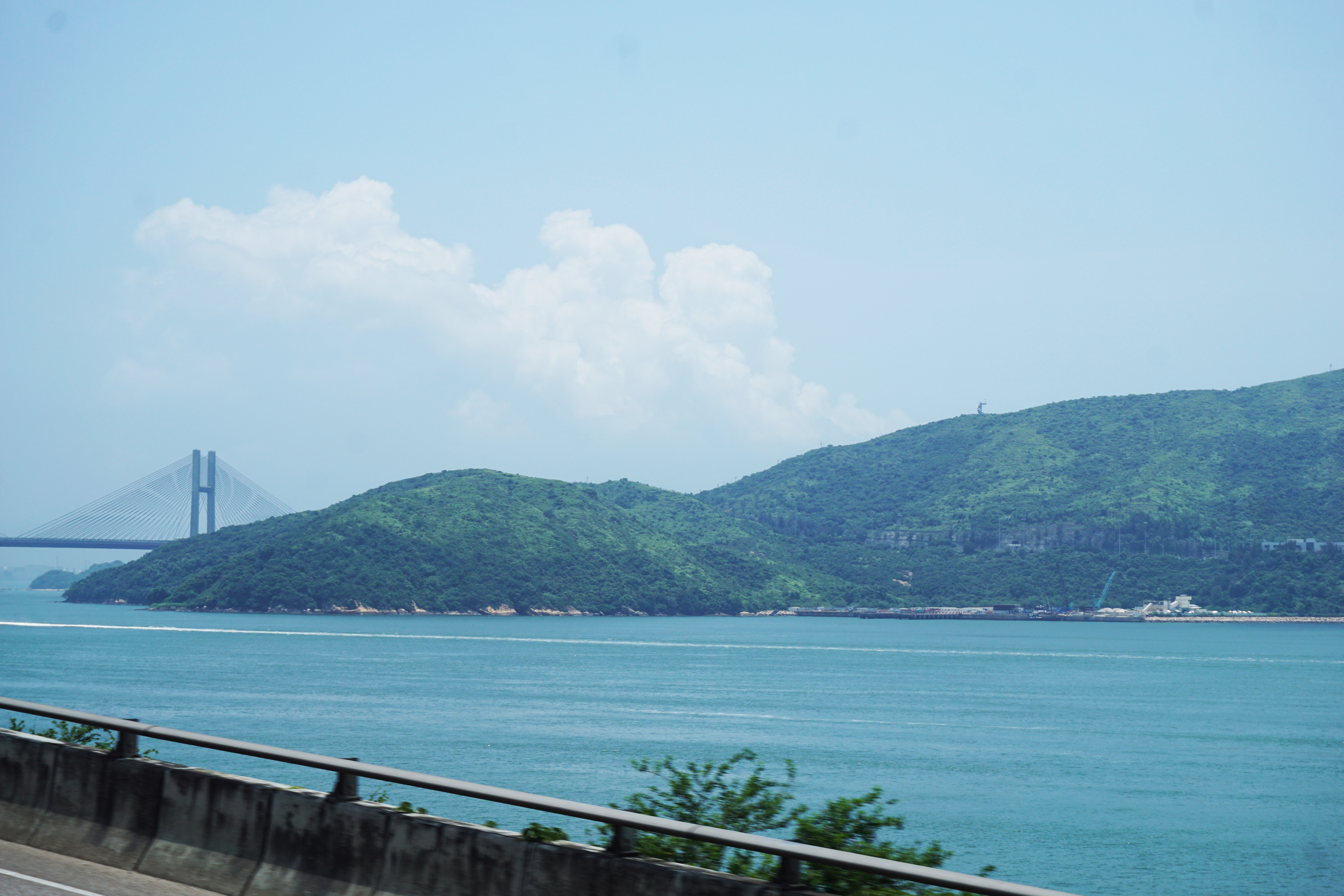
倒扣灣

倒扣灣是一個位於香港大嶼山東北部青洲仔半島西岸的海灣，有一個處理來自竹篙灣的二噁英廢土的臨時化學處理廠。

## 到達方法
- 巴士：乘搭任何北大嶼山路線，在青馬收費廣場(城巴稱青嶼幹線繳費廣場，往青衣方向)，沿行人路指示牌，用樓梯直落，大約需十分鐘。
- 自駕：過青馬收費廣場後往迪士尼方向，途經欣澳站，再駛進一條小徑前往。
- 地鐵：欣澳站前往，其餘同自駕途徑一樣，但比青馬收費廣場多出約二十至三十分鐘。
- 註:因青馬收費廣場駛往倒扣灣一段路段已封閉，所以不能由青馬收費廣場駕駛車輛進入。